# Morgan Geist
Morgan Geist (* 5. November 1972 in Wayne, New Jersey) ist ein US-amerikanischer Musiker und DJ im Bereich House und Nu-Disco. Er veröffentlichte auch unter den Pseudonymen Storm Queen, Faumgeist, Ghee, Jersey Devil Social Club, Magic Tim und Unrhythm Trax.

## Leben
Morgan Geist wuchs in Wayne (New Jersey) auf und studierte dann in Ohio am Oberlin College. Seine erste 12"-Veröffentlichung erschien 1994 auf Dan Curtins Label Metamorphic. Später gründet er das Label Environ, bei dem 1997 sein erstes Album erschien.
Zusammen mit dem Produzenten Darshan Jesrani bildet Geist das Musikprojekt Metro Area. Inspiriert von der Sendung auf dem New Yorker Sender KISS-FM mit 12 Days of KISSmas produzierten sie den Track Atmospherique. 1999 kam unter dem Label Environ ihre erste gemeinsame EP heraus. Im Jahre 2002 erschien das gleichnamige Album Metro Area, das alle bisherigen Tracks plus vier neue Titel beinhaltet. Durch Vermischung von klassischen mit modernen elektronischen Disco-Rhythmen erreichte das Album viel Aufmerksamkeit. Schließlich wurde es unter anderem von der Zeitschrift Intro zu einem der besten Alben des Jahres 2002 gewählt.
Er erstellte unter anderem Remixe für Künstler wie The Rapture, U.N.K.L.E., Erlend Øye und Franz Ferdinand. Im September 2008 erschien die LP Double Night Time auf seinem Label Environ, an dem die beiden Gastsänger Kelley Polar und Jeremy Greenspan von den Junior Boys an der Produktion beteiligt waren.
Unter dem Namen Storm Queen veröffentlichte er 2010 den Titel Look Right Through mit Damon C. Scott als Sänger. Mit It Goes On und Let's Make Mistakes erschienen in den Jahren darauf noch zwei weitere Stücke in dieser Konstellation bei Environ. 2012 wurde dann Look Right Through beim Label Defected veröffentlicht zusammen mit zwei 12"-EPs mit Neuabmischungen, darunter ein Remix von DJ MK. Dieser erreichte Platz 1 der Top 10 Shazam New Release Chart und wurde von Pete Tong in das Programm seiner Sendung auf BBC Radio 1 genommen. Nach Veröffentlichung als Single am 3. November 2013 stieg der Track auf Platz 1 der britischen UK Top 40 ein.

## Diskografie (Auswahl)

### Alben
- Morgan Geist – The Driving Memoirs (1997, Clear)
- Morgan Geist – Environ: Into A Separate Space (1998, Phono)
- Morgan Geist – Presents Environ – Into A Separate Space (1998, Phono) Kompilation
- Metro Area – Metro Area (2002, Environ)
- Morgan Geist – Double Night Time (2008, Environ)
- Metro Area – Fabric 43 (2008, Fabric London) Mix-CD

### Singles und EPs
- Morgan Geist – Quadri-Locular EP (1994, Metamorphic Recordings)
- Morgan Geist – Premise EP (1995, Environ)
- Morgan Geist – Etymon EP (1996, Metamorphic Recordings)
- Morgan Geist – Remnants (1996, Environ)
- Morgan Geist – Rotating Retrospective (1996, Fragmented Records)
- Morgan Geist – Linking Tunnel (1997, Clear)
- Morgan Geist – Pushed EP (1997, Multiplex)
- Morgan Geist – Titonton & Morgan EP (1997, Phono)
- Morgan Geist – Nebula Jersey Volume One (1998, Environ)
- Morgan Geist – Triadic Trial EP (1998, Fragmented Records)
- Morgan Geist – Nebula Jersey Volume Two (1999, Environ)
- Morgan Geist – What Is Today's R&B? (1999, Environ)
- Morgan Geist – Crash Tracks EP (2000, Metamorphic Recordings)
- Morgan Geist – Crash Tracks Vol. 2 (2001, Metamorphic Recordings)
- Morgan Geist – Super (2001, Environ)
- Morgan Geist – Moves (2002, Environ)
- Jersey Devil Social Club – Homage At 121 BPM (2004, Environ)
- Jersey Devil Social Club – Magnifique (2004, Environ)
- Morgan Geist – Most Of All (2006, Environ)
- Morgan Geist – Raremix (2006, Environ)
- Morgan Geist – Detroit (2008, Environ)
- Morgan Geist – The Shore (Paul Woolford Remixes) (2009, Environ)
- Storm Queen – Look Right Through (2010, Environ)
- Storm Queen – It Goes On (2011, Environ)
- Storm Queen – Let's Make Mistakes (2012, Environ)
- Storm Queen – Look Right Through (MK Remix, 2013, Defected)
- Morgan Geist – Megaprojects One (2015, Environ)
- Morgan Geist – Megaprojects Two (2017, Environ)